# Vuelo 921 de DHL Air
El 22 de noviembre de 2003, poco después de despegar de Bagdad (Irak), un avión de carga Airbus A300B2-200F, matriculado OO-DLL y propiedad de la división belga de European Air Transport (operando como DHL Aviation), fue impactado en el ala izquierda por un misil tierra-aire durante un vuelo regular a Muharraq (Baréin).Los graves daños en el ala provocaron un incendio y la pérdida total de los sistemas hidráulicos de control de vuelo. Dado que el tanque de combustible 1A del ala izquierda exterior estaba lleno al despegar, no se produjo una explosión de vapor de combustible. El combustible líquido para aviones se desprendió al desintegrarse el 1A. El tanque de combustible 1 interior estaba perforado y presentaba fugas.
De regreso a Bagdad, la tripulación de tres hombres realizó un aterrizaje sin heridos en el A300, gravemente dañado, utilizando el empuje diferencial del motor como única medida del piloto. Esto ocurrió a pesar de sufrir daños importantes en un ala, la pérdida total del control hidráulico, una velocidad de aterrizaje superior a la segura y una trayectoria en tierra que se desvió de la pista hacia terreno no preparado.
La reportera de Paris Match, Claudine Vernier-Palliez, acompañó a una unidad fedayín disuelta en su misión de ataque contra el avión EAT.
Sara Daniel, periodista de un semanario francés, afirmó haber recibido, de una fuente desconocida, un vídeo que mostraba a insurgentes iraquíes (pertenecientes a IAI), con el rostro oculto, disparando un misil contra el A300 de EAT.Daniel estaba investigando un artículo sobre los grupos de resistencia iraquíes, pero ella negó tener conocimiento específico sobre las personas que llevaron a cabo el ataque, a pesar de estar presente en el momento del ataque.

## Descripción

### Aeronave
El avión en cuestión era un Airbus A300B4-203F de 24 años de antigüedad. Realizó su primer vuelo el 18 de octubre de 1979 y fue entregado a Malaysia Airlines como avión de pasajeros con matrícula 9M-MHB el 28 de diciembre de 1979. El avión se vendió a Carnival Air Lines con matrícula N225KW en junio de 1995. El avión se convirtió a carga en marzo de 1999 y fue entregado a la división belga de European Air Transport, bajo cuya dirección operaba como DHL, el 22 de septiembre de 2000.

### Tripulación
El avión tenía una experimentada tripulación de tres personas: dos belgas, el capitán Éric Gennotte, de 38 años, y el primer oficial Steeve Michielsen, de 29 años, y un escocés, el ingeniero de vuelo Mario Rofail, de 54 años.El capitán tenía un total de 3300 horas de vuelo, más de la mitad de ellas registradas en el A300. El copiloto tenía 1.275 horas de experiencia de vuelo y el ingeniero de vuelo, 13.400 horas de experiencia de vuelo.

## Vuelo

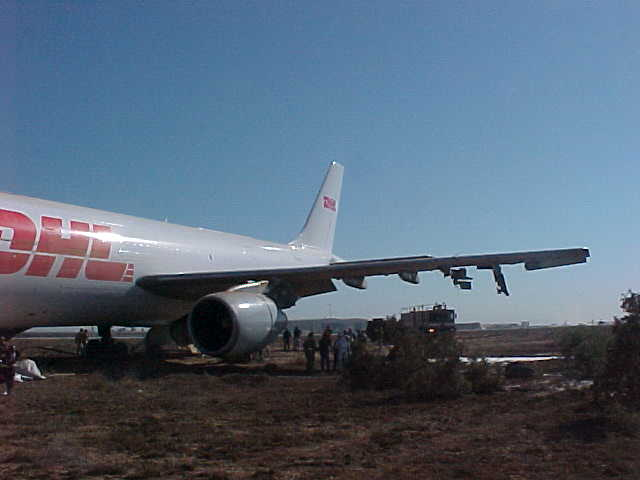
El Airbus A300B4 después del derribo.

### Contexto y Detalles Previos
- Invasión de Irak de 2003: En 2003, Irak estaba en un estado de alta inestabilidad y violencia tras la invasión liderada por Estados Unidos. Insurgentes locales a menudo usaban misiles tierra-aire portátiles, como el SA-14 Gremlin, para atacar tanto objetivos militares como civiles en la zona.[6]
- DHL en Bagdad: Pese a los riesgos, DHL continuaba operando en Bagdad debido a la necesidad de mantener el suministro de carga. Se tomaban varias precauciones, pero el vuelo DHX921 se convirtió en blanco de un ataque Insurgente.[7]

### El Incidente
1. Ataque con el misil: El avión despegó del Aeropuerto Internacional de Bagdad con destino al Aeropuerto Internacional de Baréin a las 06:30 UTC. Para reducir la exposición a ataques terrestres, el avión estaba realizando un ascenso rápido. A unos 2400 m de altitud, un misil tierra-aire 9K34 Strela-3 (SA-14 Gremlin) impactó la parte trasera del ala izquierda, entre el motor y la punta del ala.
2. Daños severos: La ojiva dañó las superficies del borde de salida de la estructura del ala y provocó un incendio. Los tres sistemas hidráulicos perdieron presión y los controles de vuelo quedaron inutilizados. La aeronave cabeceó rápidamente, formando un fugoide irregular, oscilando entre una posición de morro arriba y otra de morro abajo.
3. Decisión crítica: La tripulación evaluó la situación rápidamente y determinó que la única forma de intentar controlar el avión era variando la potencia de los motores, un método extremadamente arriesgado y complicado, pero que resultaba su única opción.[8]

### Maniobras de Emergencia
- Uso de empuje asimétrico: Al igual que en el desastre del vuelo 232 de United Airlines en 1989 en Estados Unidos, el capitán Genotte solo podía usar el empuje para modificar el cabeceo, la velocidad y la altitud, y variar los aceleradores asimétricamente para controlar la guiñada y el viraje de la aeronave. El ingeniero de vuelo Mario Rofail realizó una caída por gravedad para extender el tren de aterrizaje, un procedimiento que normalmente se realiza con energía hidráulica. El despliegue temprano del tren fue crucial para un desenlace seguro, ya que el aumento de la resistencia aerodinámica contribuyó a reducir la velocidad y estabilizar la aeronave.[9]
- Regreso al aeropuerto: En unos 10 minutos de experimentación, la tripulación aprendió a gestionar virajes, ascensos y descensos. Tras una trayectoria sinuosa, viraron a la derecha e iniciaron un descenso hacia el Aeropuerto Internacional de Bagdad. Debido a los daños en el ala izquierda y la pérdida de combustible, Rofail tuvo que vigilar de cerca el motor; si se perdía el flujo de combustible del lado izquierdo, tendría que reabastecerlo desde el tanque derecho para mantener el empuje. La supervivencia dependía del control preciso de la potencia de cada motor a reacción. Genotte y Michielsen se prepararon para la aproximación final a la pista 33R. El avión se desvió a la derecha del rumbo previsto, por lo que Genotte eligió la pista 33L, más corta. La visibilidad era excelente y los pilotos lograron un descenso controlado. Sabían, contrariamente a lo que se esperaba, que no podían reducir la aceleración antes del aterrizaje sin arriesgarse a que el morro o un ala se estrellaran contra el suelo.[9]

### Aterrizaje de Emergencia
- Aterrizaje Controlado: A unos 120 m (400 pies) del suelo, la turbulencia alteró el equilibrio del avión y el ala derecha se inclinó. Con ajustes de empuje, se controló el alabeo, pero el avión aterrizó fuera de la línea central de la pista. Rofail desplegó inmediatamente el empuje inverso completo, pero el avión se desvió de la pista pavimentada. El avión corrió por un terreno accidentado y blando, levantando una columna de arena y arrastrando una barrera de alambre de púas, y se detuvo después de unos 1000 m (3300 pies).
- Evacuación: Tras el aterrizaje, la tripulación fue evacuada sin heridas graves.[9]

### Consecuencias y Lecciones Aprendidas
1. Estudio del Caso: Este incidente fue ampliamente estudiado en el mundo de la aviación y se ha convertido en un ejemplo de maniobra en situaciones críticas. Muchos expertos destacaron la habilidad y el entrenamiento de la tripulación como factores determinantes para la supervivencia.
2. Seguridad Aérea en Zonas de Conflicto: Este evento destacó los riesgos de operar vuelos civiles en zonas de conflicto activo. A raíz de incidentes como este, se implementaron nuevas políticas y protocolos para restringir el vuelo de aviones civiles sobre áreas de alto riesgo[9]

## Premios y consecuencias

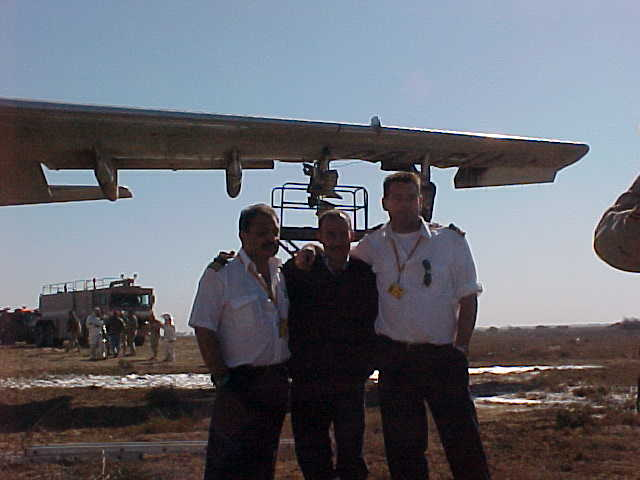
La tripulación de vuelo después del incidente.

La Honorable Compañía de Pilotos Aéreos honró conjuntamente a los tres miembros de la tripulación con su Premio Conmemorativo Hugh Gordon-Burge. Este premio se otorga a tripulantes de vuelo cuyas acciones contribuyeron de forma destacada a salvar sus aeronaves o pasajeros, o hicieron una contribución significativa a la seguridad aérea futura. El premio anual se otorga únicamente si una nominación se considera de mérito significativo.
El Premio al Profesionalismo en Seguridad de Vuelo de la Fundación para la Seguridad de Vuelo (FSF) fue otorgado a los miembros de la tripulación por sus "extraordinarias habilidades de pilotaje al volar su avión hasta un aterrizaje seguro después de un ataque con misiles tras el despegue de Bagdad, Irak".
Además de los graves daños en las alas y el tren de aterrizaje, ambos motores a reacción sufrieron un desgaste devastador al ingerir escombros. En noviembre de 2004, la aeronave fue reparada y rematriculada como N1452, y posteriormente puesta a la venta, pero permaneció sin vender.La matrícula N1452 expiró en 2017.

## Filmografía
Este accidente fue presentado en el programa de televisión canadiense Mayday: catástrofes aéreas, titulado "Ataque sobre Bagdad". También fue presentado en Mayday: Informe Especial, en el episodio titulado "Zona de Guerra".